# Mystropsychoda
Mystropsychoda är ett släkte av tvåvingar. Mystropsychoda ingår i familjen fjärilsmyggor.
Kladogram enligt Catalogue of Life:
| Mystropsychoda | \| \| Mystropsychoda obscura \| \| \| \| \| \| Mystropsychoda pallida \| \| \| \| \| \| Mystropsychoda rhodesiensis \| \| \| \| \| \| Mystropsychoda tansanica \| \| \| \| |
|                | \| \| Mystropsychoda obscura \| \| \| \| \| \| Mystropsychoda pallida \| \| \| \| \| \| Mystropsychoda rhodesiensis \| \| \| \| \| \| Mystropsychoda tansanica \| \| \| \| |
|                | Mystropsychoda obscura |
|                | |
|                | Mystropsychoda pallida |
|                | |
|                | Mystropsychoda rhodesiensis |
|                | |
|                | Mystropsychoda tansanica |
|                | |